# Хендрикс, Барбара (певица)
Барбара Хендрикс (англ. Barbara Hendricks, 20 ноября 1948, Стивенс, Арканзас, США) — американская оперная и джазовая певица (сопрано). Гражданка Швеции.

## Биография и творчество
В 1969 году окончила университет Небраски (диплом по математике и химии). В 1973 году окончила Джульярдскую школу музыки (класс оперного пения Дж. Турель). Посещала мастер-классы М. Каллас. Дебютировала на оперной сцене в 1974 году, первая запись — 1975 год (Клара в опере Порги и Бесс Дж. Гершвина). Выступала на сцене крупнейших оперных театров мира с оркестрами под управлением известнейших дирижёров. Известна также как исполнительница песен французских, немецких, скандинавских, американских композиторов (в сопровождении Раду Лупу). В 1998 году пела на историческом представлении Турандот Пуччини в Запретном городе в Пекине (режиссёр — Чжан Имоу, дирижёр — Зубин Мета). С 1977 года живёт в Европе (преимущественно в Базеле). Гражданка Швеции.
Наряду с классикой и джазом, исполняет сочинения современных авторов. В 2002 году Хендрикс исполнила написанное для неё сочинение французского композитора Брюно Мантовани Das erschafft der Dichter nicht, в 2004 году участвовала в премьере сочинения Аббат Агафон Арво Пярта и оперы Петера Этвёша Ангел.
Снималась в кино, вместе с Хосе Кареррасом сыграла в фильме «Богема» (1988, режиссер Луиджи Коменчини). Член жюри Каннского кинофестиваля 1999 года. В 2010 году выпустила мемуары «Ma voie».
Среди аудиозаписей: песни Шуберта, Гершвина. Мировую известность получил виниловый альбом классических негритянских спиричуэлс, записанный Барбарой Хендрикс с импровизационным аккомпанементом пианиста Дмитрия Алексеева.

### Гражданская позиция
Активный борец за гражданские права беженцев. Посланец доброй воли ООН (1987). В 1991 и 1993 годах выступала с концертами в Дубровнике и Сараево. В 1998 году основала Фонд за мир и примирение.

## Признание
Командор французского ордена Искусств и литературы (1986) и кавалер французского ордена Почётного легиона (1992). Почётный доктор ряда университетов Европы и США. Член Шведской Королевской академии музыки (1990). Премия Принца Астурийского (2000) и другие награды.